# Phrynocephalus alticola
Phrynocephalus alticola är en ödleart som beskrevs av  Peters 1984. Phrynocephalus alticola ingår i släktet Phrynocephalus och familjen agamer. Inga underarter finns listade i Catalogue of Life.